# Division I 1956-1957 (pallacanestro maschile)
La Division I 1956-1957 è stata la 25ª edizione del massimo campionato belga di pallacanestro maschile. La vittoria finale è stata ad appannaggio del Royal IV.

## Risultati

### Stagione regolare
|     | Squadra              | G  | V  | N | P  | PF | PS | Pt. | Qualificazione |
| --- | -------------------- | -- | -- | - | -- | -- | -- | --- | -------------- |
| 1.  | Royal IV             | 22 | 21 | 1 | 0  |    |    | 43  |                |
| 2.  | Antwerpse            | 22 | 20 | 0 | 2  |    |    | 40  |                |
| 3.  | Hellas Gent          | 22 | 17 | 0 | 5  |    |    | 34  |                |
| 4.  | Amicale Sportive     | 22 | 13 | 0 | 9  |    |    | 26  |                |
| 5.  | Bavi Vilvoorde       | 22 | 10 | 0 | 12 |    |    | 20  |                |
| 6.  | Union Saint-Gilloise | 22 | 9  | 0 | 13 |    |    | 18  |                |
| 7.  | Royal Fresh Air      | 22 | 9  | 0 | 13 |    |    | 18  |                |
| 8.  | Semailles            | 22 | 9  | 0 | 13 |    |    | 18  |                |
| 9.  | Racing Bruxelles     | 22 | 8  | 1 | 13 |    |    | 17  |                |
| 10. | Pinguins Anversa     | 22 | 6  | 0 | 16 |    |    | 12  |                |
| 11. | Canter Schaerbeek    | 22 | 6  | 0 | 16 |    |    | 12  | retrocesse     |
| 12. | Ontspanning Anversa  | 22 | 3  | 0 | 19 |    |    | 6   | retrocesse     |

| Division I 1956-1957 |
| -------------------- |
| Royal IV 6º titolo   |